# Palaeoscolecida
Palaeoscolecida là một nhóm động vật trong liên ngành Ecdysozoa đã tuyệt chủng, chúng giống như các loài Priapulida bọc giáp, từ muộn kỷ Silur. Hoá thạch của Palaeoscolecida được tìm thấy dưới dạng phần cơ thể cứng bị rời rạc một số khác cũng được tìm thấy ở trầm tích Lagerstätte kỷ Cambri. Tên của nhóm này, được lấy từ tên chi Palaeoscolex. Các chi khác bao gồm Cricocosmia từ Hạ Cambri, khu sinh học Chengjiang.

## Phân loại học

### Phân loại của Linnæus
Bộ không xác định
- Họ Chalazoscolecidae Conway Morris & Peel 2010
Được xác định bởi sự hiện diện của lớp biểu bì mịn, có vảy và có phần cơ thể cứng (sclerite).
  - Chalazoscolex pharkus
  - Xystoscolex boreogyrus

Bộ Cricocosmida Han et al. 2007
Được xác định bởi sự hiện diện của phần cổ giữa vòi và thân không bọc giáp, và một cặp móc đơn ở phần sau.
- Họ Cricocosmiidae
  - Tabelliscolex:
    - Tabelliscolex hexagonus
    - Tabelliscolex maanshanensis
    - Tabelliscolex chengjiangensis

  - Cricocosmia:
    - Cricocosmia jinningensis

  - Houscolex

- Họ Maotianshaniidae
  - Maotianshania cylindrica Sun và Huo, 1987

- Họ Palaeoscolecidae
  - Wronascolex
Được xác định bởi loài Hadimopanella với 3 đến 10 nút (node).
  - Palaeoscolex
Được xác định bởi loài Milaculum- dạng tấm hình chữ nhật với các hàng nút (node) song song.
  - Utahscolex Whitaker et al. 2020
  - Ashetscolex Muir et al 2014
  - Sanduscolex Muir et al 2014

- Family Tylotitidae
  - Tylotites petiolaris Luo and Hu, 1999

Loài thuộc Palaeoscolecidae hoặc chưa xác định
- Gamascolex Kraft & Mergl, 1989
- Guanduscolex minor Hu et al., 2008
- Louisella pedunculata
- Palaeoscolex sinensis Hou & Sun 1988 (=Mafangscolex siniensis, Parapalaeoscolex sinensis)[4][14]
- Paramaotianshania zijunia Hu et al 2012[15]
- Wudingscolex sapushanensis Hu et al 2012[15]

Mẫu vật hoá thạch hiển vi (Microfossil material)
- Floraconformis  Goñi et al. 2023[16]
- Hadimopanella
- Kaimenella
- Milaculum
- Plasmuscolex Kraft & Mergl, 1989
- Protoscolex
- Sahascolex Ivantsov & Wrona, 2004
- Utahphospha [17]
- Yunnanoscolex magnus Hu et al 2012[15]